# 馬公廟
22°59′21″N 120°12′25″E / 22.989304°N 120.206856°E
馬公廟位於臺灣臺南市中西區，是主祀輔順將軍馬仁的廟宇。在清代方志上也有被稱為「馬王廟」過去也有說法認為興建馬公廟表面上是要祭拜「馬公爺」，但同時隱含紀念鄭成功部將馬信之意。
該廟所在的開山路122巷舊稱「馬公廟街」，其名稱便是因為此廟而來。另外也有說法認為馬公廟是臺灣府城七寺八廟之一。

## 沿革
關於馬公廟創建的年代，根據陳文達《臺灣縣志》與王必昌《重修臺灣縣志》的記載，可知明鄭時期永曆年間已有此廟。此外近年也有報導表示據馬公廟前主委蘇添財的說法，他曾前往祖廟漳州馬公廟查證，而得知馬公爺的金身雕塑於南宋紹興十九年（1149年），馬公廟創建於明嘉靖四十四年（1565年）。
該廟於乾隆四十二年（1777年）由臺灣府知府蔣元樞重修，之後在咸豐五年（1885年）大修。1926年，董事陳敬忠等人再修。二次大戰後，馬公廟於1946年冬季由詹德樑等人發起重修。之後於1970年改建。
廟體因年久失修，屋頂漏水，於2018年動土整修，於2020年完工謝土，於2022年啟建壬寅年三朝祈安慶成建醮大典。
2024年，馬公廟的輔順將軍開基老王，時隔400年首度回到，福建省漳州市漳州馬公廟、雲霄威惠廟和漳州燕翼宮溯源會香。

## 祀神
馬公廟主祀馬公爺，廟方近年表示該位神明即是輔順將軍馬仁，分靈自漳州馬公廟，為開漳聖王四大部將之一。而關於「馬公爺」的身分，曾有是東漢伏波將軍馬援等說法。此外也有該廟原本主祀「馬王爺」（天駟星，即房宿），後來演變成主祀輔信將軍馬援的說法；陪祀神明有觀音佛祖、福德正神、註生娘娘、虎爺公、盧清爺與韓德爺。

## 建築與文物

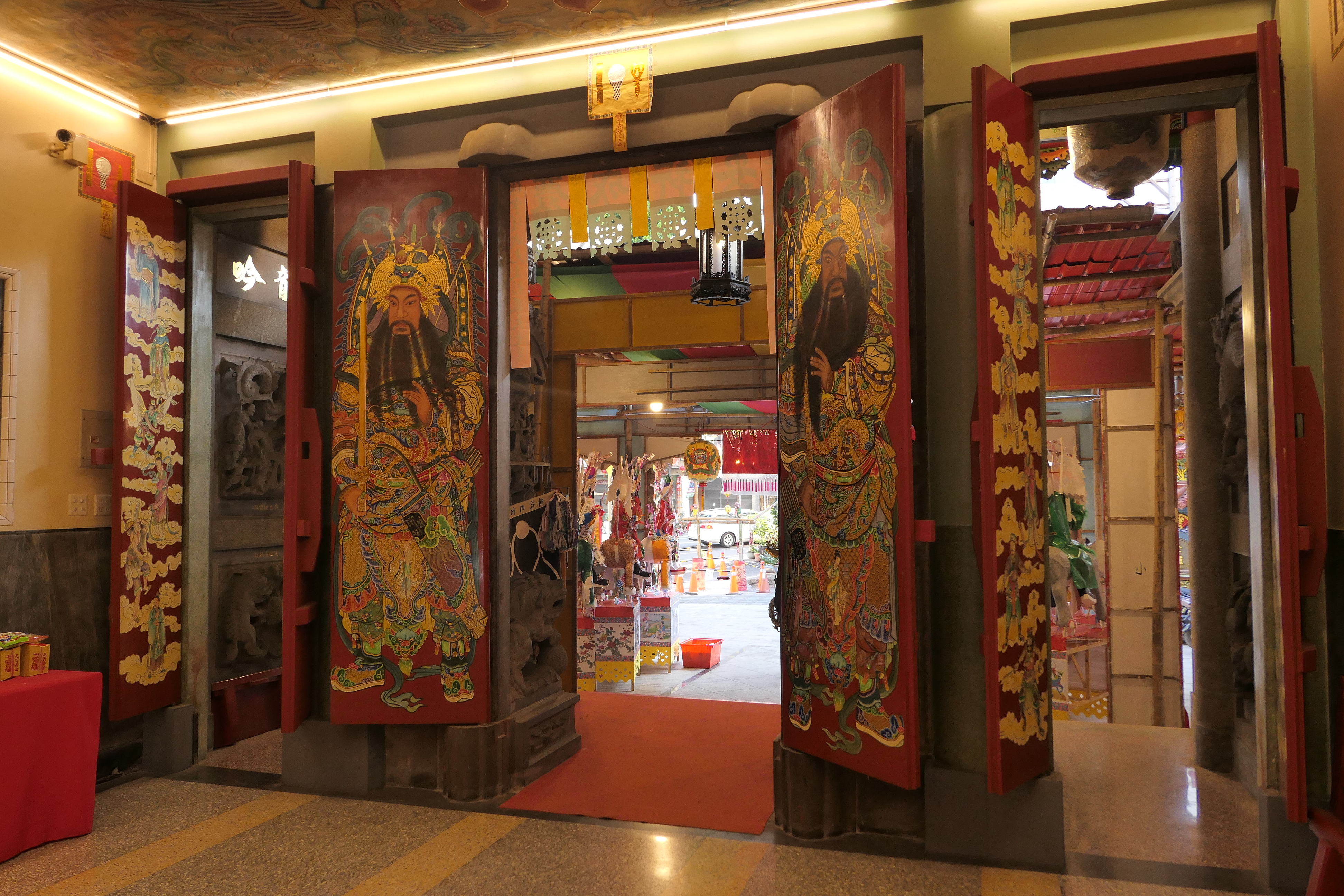
臺南馬公廟門神

### 建築
馬公廟目前的建築主要是基於1970年改建成果，為二進三開間建築，屋頂為重簷歇山式，覆有綠釉琉璃瓦。左右兩側設置有鐘鼓樓。

### 文物
廟內現存有乾隆四十四年（1779年）的「觀其所感」匾、道光三十年（1850年）的「英靈千古」匾、咸豐四年（1854年）的「護國庇民」匾，及陳水扁總統致贈的「忠義長昭」匾等匾額。
此外廟中有由潘麗水繪製的武門神秦叔寶、尉遲恭及二十四節氣門神彩繪以及「白蛇傳」壁畫。

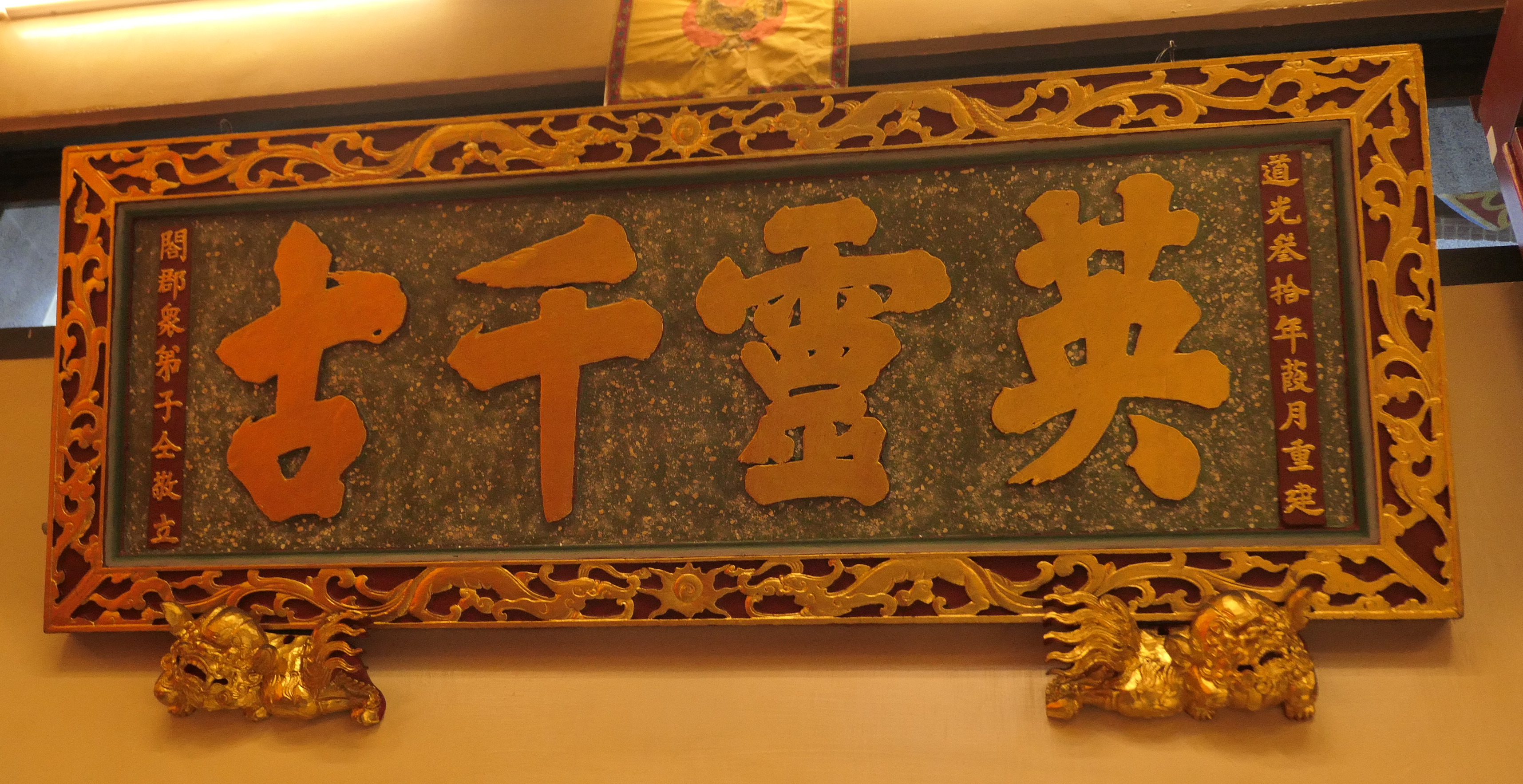
「英靈千古」匾
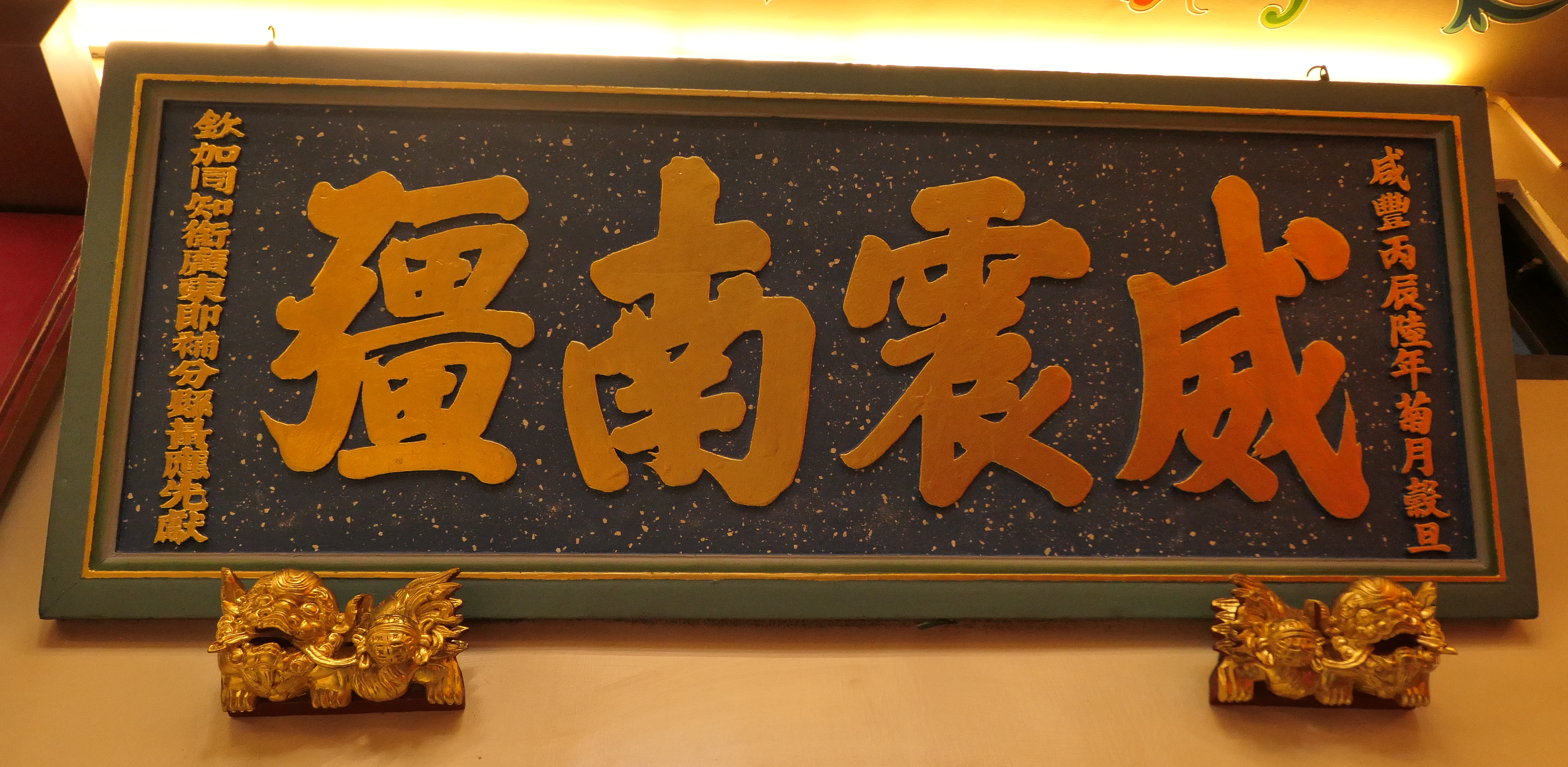
「威震南疆」匾

## 交誼境
南勢街西羅殿、四聯境普濟殿(主普)、八吉境總趕宮、開基永華宮、六合境開山王廟、六合境仁厚境福德祠、六合境大埔福德祠、六合境油行尾福德爺廟、六合境清水寺、小南城隍廟、後鄉順安宮、九如馬公廟保天宮